# Cortesia militar

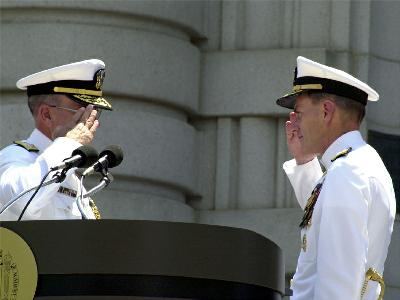
Dois militares da marinha dos Estados Unidos se saudando com uma continência.

A cortesia militar é uma das características de uma força militar profissional. Estas cortesias fazem parte de um código de conduta estrito e às vezes elaborado.
A cortesia militar é uma extensão e um formalização das cortesias praticadas na vida quotidiana de uma cultura. São usadas para reforçar a disciplina, definindo como os soldados devem tratar seus superiores.
Algumas cortesias militares incluem formulários de tratamento apropriados (“senhor”, “senhora" e etc.). Elas também podem variar dependendo do Rank, da posição, e das circunstâncias do indivíduo. Um funeral militar, por exemplo, exige uma etiqueta mais estrita do que um dia normal. As cortesias podem ser ignoradas no campo de batalha; para evitar virar um alvo de atiradores furtivos, por exemplo, nos Estados Unidos assim como em algumas nações, é proibida saudações em campo de batalha pois atiradores furtivos podem selecionar seus alvos prestando atenção nas saudações destinadas aos oficiais de patente mais alta.
As cortesias militares podem também serem adotadas por organizações paramilitares.